# Tumulo di Poggio Gaiella
Il tumulo di Poggio Gaiella (o Caiella) è una delle tombe etrusche di Chiusi, situata nei dintorni della cittadina.
Si tratta di una tomba con camera a pilastro, attribuita alla prima metà del V secolo a.C., ed è tradizionalmente ritenuta il sepolcro del re Porsenna, che cinse d'assedio Roma nel 506 a.C.
È l'unico tumulo pervenutoci dall'area di Chiusi, nonostante si abbia notizia di almeno otto, ed  è uno dei più grandi dell'intera Etruria. Per metà è frutto di un riadattamento di un rilievo naturale, con la parte superiore del colle composta con terra di riporto.
I sepolcri veri e propri sono scavati a più livelli nella parte inferiore, alla quale si accedeva tramite un dromos lungo circa 10 m e sulle cui pareti si aprivano due brevi cunicoli che portavano a tombe a tramezzo, databili alla fine del VII secolo a.C. da quella sinistra si accedeva a un ambiente con almeno quattordici camerette su due file, intervallate da brevi corridoi. I materiali rinvenuti all'interno risalgono all'epoca arcaica e orientalizzante. In parte si è conservata la decorazione del soffitto a lacunari, con tracce di colorazione rossa, e si vedono anche le banchine originarie usate come letti funebri (prima metà del V secolo a.C.).
Il tumulo era circondato da un tamburo alto circa 1,50 metri e rivestito originariamente da blocchi di travertino di Sarteano murati a secco, forse in due filari.
Nelle immediate vicinanze del tumulo è stato scoperto un insediamento dell'Età del Bronzo recente, il più antico della zona.